# Шунта
Шунта — деревня в Боханском районе Иркутской области России. Входит в состав Хохорского муниципального образования.

## Происхождение названия
Название Шунта, возможно, происходит от бурятского шэнэһэн — лиственница, шэнэһэтэй — лиственничный. Однако, в настоящий момент в окрестностях деревни лиственничных лесов нет.

## География
Деревня находится на расстоянии 2 км к востоку от посёлка Бохан, административного центра района.

## Население
| 2002 | 2010 | 2011 | 2012 |
| ---- | ---- | ---- | ---- |
| 248  | ↘221 | →221 | ↘218 |

### Половой состав
По данным Всероссийской переписи, в 2010 году в деревне проживал 221 человек (100 мужчин и 121 женщина).

## Известные уроженцы
- Пивоваров, Николай Буинович (1912—1998) — советский государственный и хозяйственный деятель.
- Тороев, Аполлон Андреевич (1893—1981) — народный бурятский сказитель-улигершин, поэт.